# Mohamadou Idrissou
Mohamadou Idrissou (Yaoundé, 8 maart 1980) is een Kameroens voetbalspeler die bij voorkeur als aanvaller speelt. Hij tekende in januari 2015 een contract bij FK Shkendija 79 Tetovo, dat hem transfervrij inlijfde.

## Carrière

### Clubcarrière
Idrissou begon zijn professionele voetbalcarrière bij Cotonsport Garoua in zijn vaderland Kameroen. Waarna hij in de winterstop van het seizoen 2001/2002 de transfer maakte naar het Duitse FSV Frankfurt dat opdat moment uitkwam in de Hessenliga het vierde niveau van Duitsland. Idrissou bleek een schot in de roos door in 18 wedstrijden 15 maal te scoren, dit was echter net niet genoeg om promotie af te dwingen waardoor Idrissou besloot een tranfer te maken naar een club dat een niveau hoger speelde: SV Wehen Wiesbaden.
In de Regionalliga wist Idrissou zich samen met Saber Ben Neticha te kronen tot topscorer van de competitie, met dertien goals in 31 wedstrijden.
Door zijn rendement wist hij de aandacht te trekken van, het net naar de Bundesliga gepromoveerde, Hannover 96. De club betaalde 300.000 euro voor hem. Hij scoorde negen doelpunten en gaf zes assists in zijn eerste seizoen. Het seizoen kwam hij tot vier doelpunten 26 wedstrijden, wat de club deed besluiten hem een seizoen te verhuren aan SM Caen in het seizoen 2004/2005. Hier kwam hij niet in actie. In het seizoen 2005/2006 speelde hij vier wedstrijden.
In de winterstop van 2006 besloot de club dat ze niet verder wilde met Idrissou. Bij MSV Duisburg kon hij een contract tekenen, maar kwam hij niet door de medische keuring. Het overgangsformulier was echter al getekend waardoor hij op dat moment clubloos was, aangezien Hannover niet van plan was hem terug te nemen. Een tweede keuring viel echter wel goed uit, waardoor hij in juni 2006 een contract voor 2 jaar kon tekenen bij Duisburg.
Met de club speelde hij in zijn eerste seizoen in de 2. Bundesliga waar de club uit wist te promoveren waardoor Idrissou ook met Duisburg in de Bundesliga speelde. In 45 wedstrijden wist hij uiteindelijk 8 maal te scoren.
In de winterstop van het seizoen 2007/2008 verruilde Idrissou weer van club en ging hij weer in de 2. Bundesliga spelen, ditmaal voor SC Freiburg. Na anderhalf seizoen op het tweede niveau te hebben gespeeld, promoveerde Idrissou met de club naar de Bundesliga. In de 33e speelronde van het seizoen 2009/2010 wist hij tweemaal te scoren in het duel tegen 1. FC Köln, waardoor de ploeg zich veilig wist te spelen op het hoogste niveau. Uiteindelijk scoorde Idrissou 25 keer in 74 wedstrijden voor de club.
In aanvang van het seizoen 2010-2011 maakte de Kameroense de transfervrije overstap naar Borussia Mönchengladbach waar hij een contract voor 2 jaar tekende. In 33 optredens voor de club scoorde hij 5 keer, waarna hij niet meer in de plannen voor kwam van trainer Lucien Favre. Waardoor de club hem een gratis transfer aanbood naar een andere club.
Op 31 augustus 2011 tekende Idrissou voor het in de 2. Bundesliga uitkomende Eintracht Frankfurt. In zijn eerste wedstrijd voor de club wist hij direct te scoren. In de 89 minuut wist hij de 3-3 gelijkmaker te maken in het duel tegen Energie Cottbus. Hij speelde 26 wedstrijden voor de club waar in hij tot 14 doelpunten wist te komen.
Vanaf het seizoen 2012-2013 speelde Idrissou voor 1. FC Kaiserslautern, waar hij een contract voor twee jaar tekende. In zijn eerste wedstrijd scoorde hij tweemaal.

### Interlandcarrière
Als speler van Hannover 96 werd Idrissou in 2003 voor het eerst opgeroepen voor de nationale ploeg van Kameroen. In dat jaar wist hij met het team direct de tweede te worden op de Confederations Cup. Op dit toernooi kwam hij alle vijf de wedstrijden in actie, maar wist niet te scoren. 
Momenteel heeft Idrissou 41 interlands en 9 interlanddoelpunten achter zijn naam staan.

## Erelijst
SC Freiburg
- 2. Bundesliga

2009

## Trivia
- Doordat Idrissou in elke wedstrijd van de Confederations Cup 2003 stond opgesteld, was hij er ook bij toen zijn teamgenoot Marc-Vivien Foe op het veld neerstortte en overleed.
- Idrissou zei eens in zijn periode bij Freiburg dat hij in de Champions League zou spelen. Toen hij naar Mönchengladbach ging en met zijn ploeg tegen Freiburg moest spelen hadden de supporters een spandoek gemaakt met de tekst: "Idrissou speelt Champions League op de PS3, de hele nacht, van 12 tot 8"[2]
- Eind april 2013 kreeg Idrissou een boete opgelegd van 3000 euro, doordat hij scheidsrechter Wolfgang Stark had uitgemaakt voor homo. In zijn verklaring verontschuldigde hij zich voor zijn uitspraken en benadrukte dat hij het woord niet gebruikte om te denigreren.